# Edward D. Wood jr.
Edward David Wood jr. (Poughkeepsie (New York), 10 oktober 1924 - Hollywood (Californië), 10 december 1978) was een Amerikaans filmregisseur, filmproducent, filmacteur en (scenario)schrijver.

## Biografie
Wood werd geboren in Poughkeepsie als zoon van een postbeambte. Als kind had hij een grote interesse in de populaire cultuur, zoals stripboeken, pulpmagazines en westernfilms. Hij spijbelde af en toe van school om in de lokale bioscoop films te kunnen kijken. Posters die hier werden weggegooid, haalde hij naar eigen zeggen uit de vuilnisbak om ze aan zijn collectie te kunnen toevoegen. Tot zijn twaalfde kleedde Woods moeder haar zoon met enige regelmaat in meisjeskleren. Volgens Wood is dit de reden waarom hij later een (heteroseksuele) travestiet is geworden.
Na de aanval op Pearl Harbor nam Wood dienst bij de Amerikaanse mariniers. Hij had actieve dienst in de periode 1942-1946. Volgens Wood droeg hij tijdens meerdere gevechten vrouwenkleding onder zijn uniform. Hij nam deel aan de Slag om Guadalcanal en de Slag om Tarawa.
Na terugkomst in de VS na de Tweede Wereldoorlog begon Wood als regisseur. Ook begon hij met het schrijven van scenario's. Hij stond al gauw bekend als een gedreven, extravagant persoon.
Dat hij zich graag als vrouw verkleedde en veel interesse had in de vrouw, is te zien in een van zijn eerste films, Glen or Glenda uit 1953.

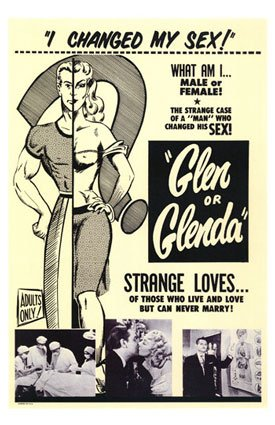
Filmposter van Glen of Glenda

Wood trouwde met Norma McCarty in 1955 en scheidde van haar in 1956. Hij trouwde later met Kathy Wood.
Later maakte Wood nog low-budget B-films in andere genres: horror, sciencefiction en western. Aan het eind van zijn carrière maakte hij ook pornografische films.
Vaak waren zijn films, naar de standaarden van de filmindustrie, absurd, zodat ze gedoemd waren te floppen. Door de aan alle kanten rammelende plots, het vaak slechte acteerwerk en de ook voor die tijd bijzonder simpele 'speciale effecten' zijn ze vaak onbedoeld lachwekkend. Een paar jaar na zijn dood werd hij uitgeroepen tot 'slechtste regisseur aller tijden' waardoor er een cultstatus rond zijn persoon ontstond en zijn films weer enig aanzien gekregen.
De tragiek van Woods loopbaan is dat hij nooit serieus genomen werd, terwijl het altijd zijn streven was om erkend te worden als filmmaker.
Wood schreef ook verhalen. Vele daarvan zijn erotisch getint met thema's als travestie en fetisjisme.

## Werken

### Bioscoopfilms
Als regisseur:
- The Streets of Laredo (gefilmd in 1948, postuum uitgebracht 1995)

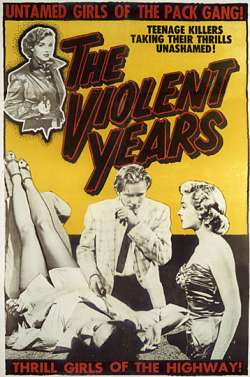
Wood schreef het scenario voor The Violent Years van William Morgan

- Lawless Rider(1952)
- Glen or Glenda (1953)
- Boots (1953)
- Jail Bait (1954)
- Bride of the Monster (1955)
- Night of the Ghouls (1959)
- Plan 9 from Outer Space (1959)
- The Sinister Urge (1962)
- Take it Out in Trade (1970)
- Excited (1970)
- The Only House in Town (1971)
- Necromania (1971)
- The Young Marrieds (1971)

Als scenarioschrijver:
- The Violent Years (1956)
- The Bride and the Beast (1958)
- Anatomy of a Psycho (1961)
- Orgy of the Dead (1965)

### Televisiefilms
- The Sun was Setting (1951)
- Crossroad Avenger: The Adventures of the Tucson Kid (1953)

## Ed Wood in de populaire cultuur

### Documentaires
Over het leven en het werk van Wood zijn verschillende documentaires gemaakt:
- On the Trail of Ed Wood (1990) over het leven van Wood. Bevat enkele interviews.
- Flying Saucers Over Hollywood: The 'Plan 9' Companion (1992) over de productie van "Plan 9"
- Ed Wood: Look Back in Angora (1994) over Woods leven. Bevat veel archiefmateriaal.
- The Haunted World of Edward D. Wood Jr. (1995) van Brett Thompson, bevat zowel interviews als archiefmateriaal

### Ed Wood (1994)
In 1994 bracht Tim Burton een hommage aan Wood met zijn biopic Ed Wood. In deze film wordt de rol van Wood gespeeld door Johnny Depp. De film behandelt de periode 1953-1959. De vriendschap met de oudere en ziekelijke Béla Lugosi en Woods worsteling met zijn travestie staan hierin centraal.